# Recítaco

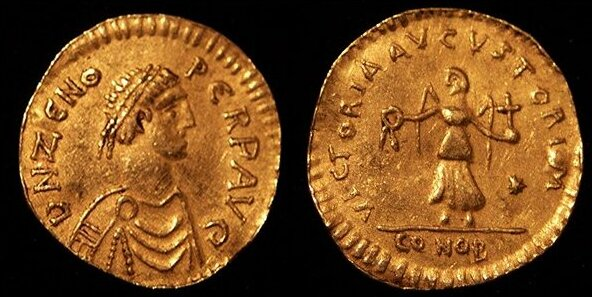
Tremisse do imperador Zenão (r. 474–475; 476–491)

Recítaco (em grego: Ρεκιταχ; romaniz.: Recitach) foi um oficial militar ostrogótico do século V, ativo durante o reinado do imperador bizantino Zenão (r. 474–475; 476–491). Era filho de Teodorico Estrabão e provavelmente de sua esposa Sigilda. É mencionado em 481, quando acompanhou seu pai em sua invasão da Grécia, vindo a sucedê-lo na expedição após a morte dele; algumas fontes sugerem que ele teria matado Teodorico.
Por algum tempo ele dividiu o comando com seus dois tios, mas logo os matou e passou a governar a Trácia sozinho. Sabe-se que Recítaco e seu primo Teodorico, o Grande (r. 474–493) eram inimigos, e o imperador Zenão aproveitou-se disso para incitar o último a matá-lo. Recítaco seria morto em 483/484 em um subúrbio de Constantinopla chamado Bonofaciana enquanto caminhava para as termas locais.